# Bitwa pod Toporowem

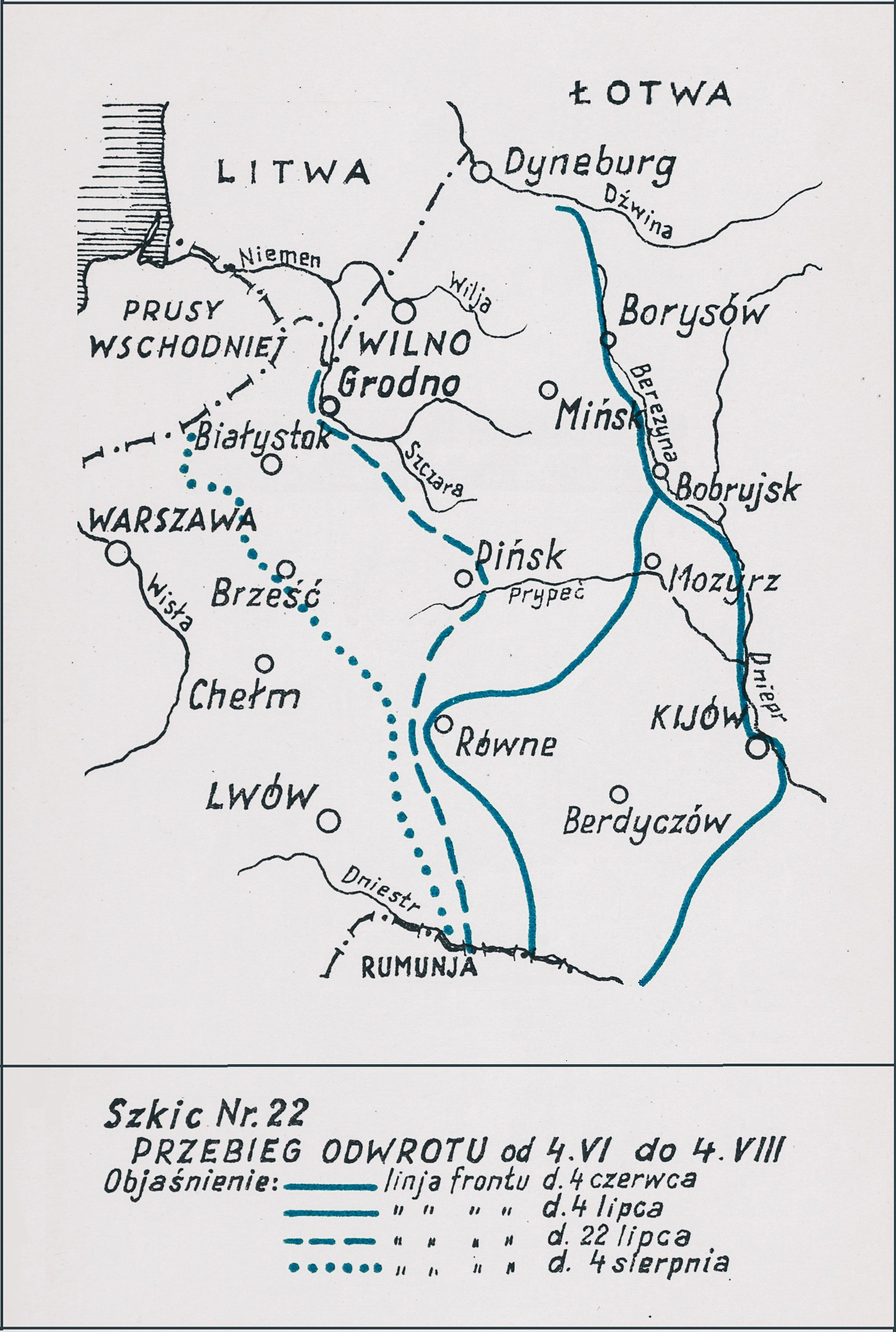
Adam Przybylski,
Wojna polska 1918–1921

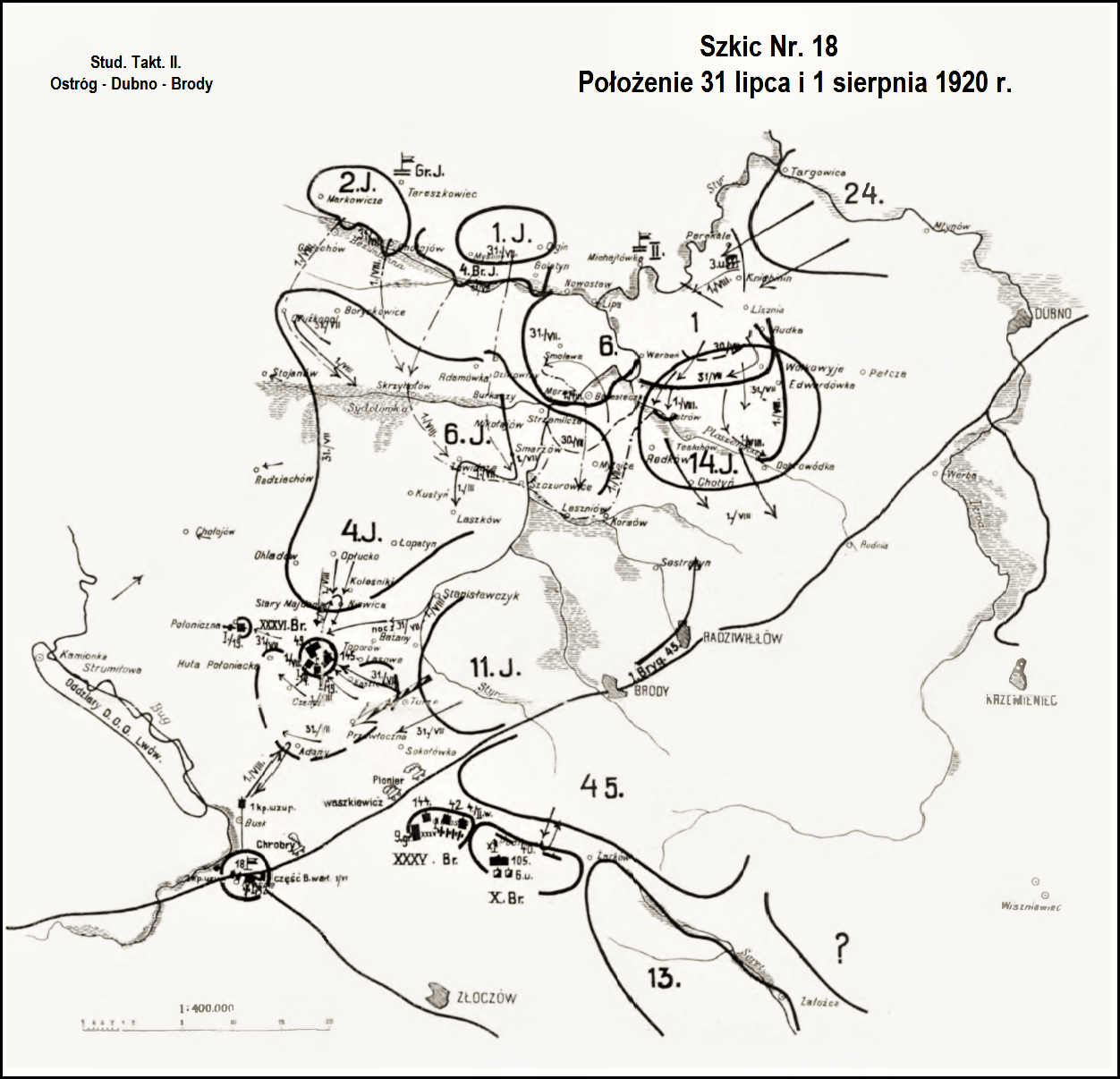
Franciszek Arciszewski, Ostróg – Dubno – Brody. Walki 18 Dywizji Piechoty z konną armją Budiennego

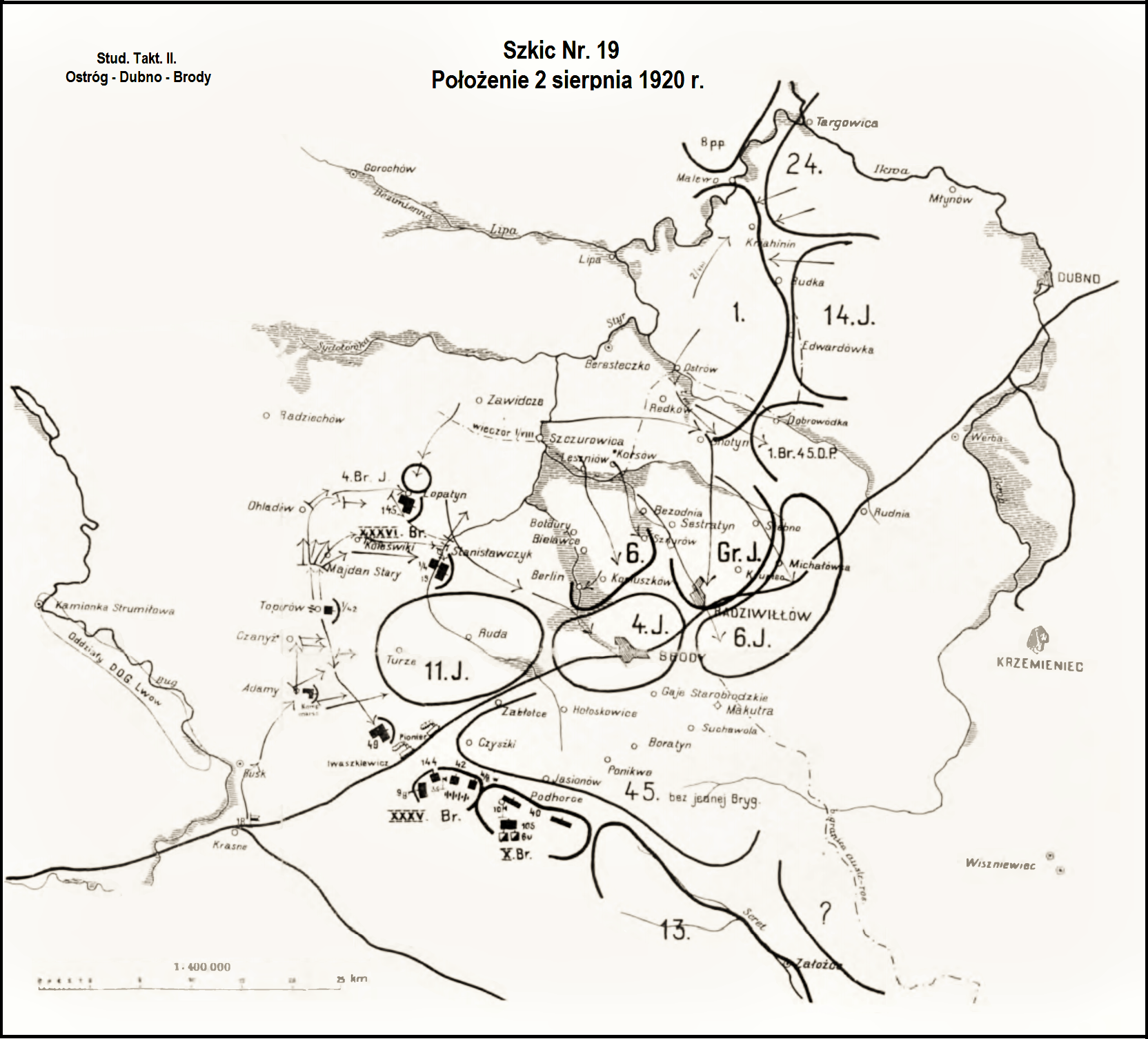
Franciszek Arciszewski, Ostróg – Dubno – Brody. Walki 18 Dywizji Piechoty z konną armją Budiennego

Bitwa pod Toporowem – część bitwy pod Brodami i Beresteczkiem. Walki polskiej XXXVI Brygady Piechoty ppłk. Włodzimierza Rachmistruka z sowiecką 11 Dywizją Kawalerii komdywa Fiodora Morozowa w okresie ofensywy Frontu Południowo-Zachodniego w czasie wojny polsko-bolszewickiej.

## Geneza
26 maja na Ukrainie wojska sowieckiego Frontu Południowo-Zachodniego przeszły do ofensywy, a już 5 czerwca trzy dywizje sowieckiej 1 Armii Konnej Siemiona Budionnego przełamały trwale polski front pod Samhorodkiem na odcinku obrony grupy gen. Jana Sawickiego. 10 czerwca odwrót spod Kijowa w kierunku na Korosteń rozpoczęła polska 3 Armia gen. Edwarda Rydza-Śmigłego, 16 czerwca dotarła do Uszy, a 22 czerwca większość sił posiadała już na linii Uborci. W ostatnich dniach czerwca poszczególne związki operacyjne Frontu Ukraińskiego, dowodzonego już przez gen. Edwarda Rydza-Śmigłego, ugrupowane były w następujący sposób: Armia Ukraińska gen. Omelianowicza-Pawlenki broniła się nad Dniestrem, w kierunku granicy z Rumunią, 6 Armia gen. Wacława Iwaszkiewicza-Rudoszańskiego zajmowała odcinek frontu Dniestr–Chmielnik–Lubar, nowo sformowana 2 Armia gen. Kazimierza Raszewskiego znajdowała się na linii rzek Słucz i Horyń, a 3 Armia gen. Edwarda Rydza-Śmigłego rozlokowana była nad Uborcią. 27 czerwca 1 Armia Konna przełamała polską obronę na Słuczy na południe od Zwiahla. Kawaleria Budionnego wdarła się w lukę między lewym skrzydłem 6 Armii, a grupą gen. Leona Berbeckiego z 2 Armii. Szeroko stosując działania manewrowe, już 3 lipca Kozacy Budionnego sforsowali Horyń i uderzyli na Równe. Bitwa zakończyła się porażką 2 Armii gen. Kazimierza Raszewskiego.
9 lipca Naczelne Dowództwo WP wydało dyrektywę operacyjną do kontrofensywy. Wyznaczała ona rubież ostatecznego odwrotu wojsk polskich walczących na Ukrainie. Wojska Frontu Południowo-Wschodniego miały przyjąć następujące ugrupowanie: 2 Armia miała zająć rejon Łuck–Rożyszcze, a 3 Armia rejon Kołki–Rafałówka. 6 Armia miała osłaniać linię Zbrucza, a siły główne utrzymywać w rejonie Brody–Zbaraż. Jako cel ostateczny działań określono: „Ostateczne rozbicie armii konnej Budionnego.
Szczególne zadanie - jak na ten rodzaj wojsk – przypadło 18 Dywizji Piechoty gen. Franciszka Krajowskiego. Miała ona doścignąć jazdę Budionnego i związać ją walką. Realizując zadanie, już 13 lipca 18 DP zajęła Dubno. Celem zamknięcia luki między polskimi armiami i dla odciążenia 18 DP, z kierunku północnego uderzyła też 6 Dywizja Piechoty i dwie brygady jazdy z 2 Armii. Wobec twardej obrony Sowietów i braku współdziałania, nie uzyskały jednak powodzenia. Generał Krajowski podjął próbę samodzielnego powstrzymania Budionnego. Inicjatywę przejął jednak przeciwnik i 17 lipca w rejonie Dubna zaatakował oddziały18 DP. Walcząca w odosobnieniu dywizja ponosiła duże straty. Pod Chorupaniem Sowieci przeprowadzili decydujące natarcie, a 18 DP musiała wycofać się w kierunku na Radziwiłłów.
W tej fazie działań Budionny uznał 18 Dywizję Piechoty za swojego głównego przeciwnika i dążył do jej zniszczenia. 25 lipca w boju od Iwaszczukami rozbita została XXXV Brygada Piechoty, ale XXXVI Brygada walczyła nadal skutecznie pod Brodami i blokowała 1 Armię Konną w jej marszu na Lwów.

## Walczące wojska
| Jednostka                     | Dowódca                      | Podporządkowanie       |
| Wojsko Polskie                |                              |                        |
| dowództwo 18 Dywizji Piechoty | gen. Franciszek Krajowski    | 6 Armia                |
| ⇒ XXXVI Brygady Piechoty      | ppłk Włodzimierz Rachmistruk | 18 Dywizja Piechoty    |
| → 49 pułk piechoty            | kpt. Adam Nadachowski        | XXXVI Brygada Piechoty |
| → 145 pułk piechoty           | mjr Witold Wartha            | XXXVI Brygada Piechoty |
| → II/49 pułku piechoty        | kpt. Szymon Kocur            | XXXVI Brygada Piechoty |
| → I/19 pułku piechoty         | kpt. Szymon Kocur            | XXXVI Brygada Piechoty |
| → bateria 18 pap              | kpt. Szymon Kocur            | XXXVI Brygada Piechoty |
| Armia Czerwona                |                              |                        |
| dowództwo 1 Armii Konnej      | Siemion Budionny             | Front Płd.-Zach.       |
| ⇒ 11 Dywizja Kawalerii        | komdiw Fiodor Morozow        | 1 Armia Konna          |

## Walki pod Toporowem
Podczas bitwy pod Beresteczkiem i Brodami dowództwo polskiej 6 Armii nakazało wyprowadzenie nocą z 31 lipca na 1 sierpnia wypadu z Toporowa na Łopatyń, czyli: urządzenie w nocy z 31 lipca na 1 sierpnia wypadu z Toporowa na Łopatyn, celem wywołania tam między godz. 3 a 4 jak największego popłochu i rozbicia poważnych sił nieprzyjacielskich, wspólnie z Grupą Operacyjną Jazdy. Grupa Operacyjna Jazdy miała nacierać równocześnie na Łopatyń i Stanisławczyk, od strony północno-zachodniej.
Kolumna XXXVI Brygady Piechoty wyruszyła 31 lipca o godz. 1.00, mając w awangardzie II batalion 49 pułku piechoty i I batalion 19 pułku piechoty, pod wspólnym dowództwem kpt. Szymona Kocura. W kolumnach piechoty maszerowała bateria 18 pułku artylerii polowej. Tuż przed Majdanem Starym polskie pododdziały natknęły się na silny opór oddziałów 11 Dywizji Kawalerii. Natarcie polskie utknęło na doskonale przygotowanej pod względem inżynieryjnym pozycji obronnej, jak się później okazało, pochodzącej jeszcze z czasów I wojny światowej. Do walki wszedł też I batalion 49 pułku piechoty kpt. Adama Nadachowskiego i odciążył nieco prawe skrzydło II batalionu. Bataliony polskie poniosły duże straty i wycofały się na pozycje wyjściowe do Toporowa. Przeciwnik podążył za polską piechotą, otoczył miasteczko i nocą z 31 lipca na 1 sierpnia zaatakował oddziały polskie. Części północnej miasteczka bronił 49 pułk piechoty, a na południu zajął stanowiska 145 pułk piechoty Strzelców Kresowych. Ogień nieprzyjacielskiej artylerii spowodował w kilku miejscach pożary. Wszelkie nocne ataki odparto.
Po nieudanym natarciu nocnym Sowieci od rana zintensyfikowali działania, atakując spieszoną kawalerią, przy wsparciu kilku baterii artylerii. Walki były bardzo krwawe, a obie strony ponosiły znaczne straty. Dowódca grupy taktycznej gen. Franciszek Krajowski postanowił wspomóc krwawiącą brygadę i sformował oddział uderzeniowy złożony z I batalionu 42 pułku piechoty, dwóch kompanii marszowych 19 pułku piechoty oraz baterii 18 pułku artylerii polowej. Grupa ta o świcie 2 sierpnia uderzyła przez Adamy w kierunku Toporowa. Pod Adamami Sowieci stawili opór. Polska piechota wykorzystała zalesienia od strony południowej i zachodniej, uderzyła na wioskę i wyparła z niej oddział Kozaków.
Pozostawiwszy w Adamach 1 kompanię karabinów maszynowych, generał Krajowski poszedł dalej na Czanyż i Toporów. Kiedy grupa dotarła do miejscowości, nie zastała już tam ani polskiej XXXVI BP ani oddziałów sowieckiej 11 DK. Dowódca brygady ppłk Włodzimierz Rachmistruk, nie czekając na odsiecz, uderzył na stanowiska sowieckie pod Toporowem, przełamał je, po czym ruszył w kierunku Łopatyna i Stanisławczyka. Główne uderzenie przez Majdan Stary na Łopatyn wykonał 145 pułk piechoty, a uderzenie pomocnicze przez Niwice na Stanisławczyk 19 pułk piechoty.
Zaskoczone oddziały 11 Dywizji Kawalerii nie potrafiły zorganizować skutecznej obrony i wycofywały się w nieładzie. 145 pułk piechoty zajął Łopatyn, a 19 pp wyprzedził sowieckie oddziały i opanował Stanisławczyk. Pozbawiony naturalnej drogi odwrotu, przeciwnik wycofał się w kierunku Brodów, porzucając przy tym część taborów i sporo broni maszynowej.

## Bilans walk
Sukces oddziałów XXXV Brygady Piechoty ppłk. Włodzimierza Rachmistruka spowodował, że w rejonie Łopatynia 145 pułk piechoty Strzelców Kresowych nawiązał kontakt z 4 Brygadą Jazdy, wkraczającą do tej miejscowości ze strony północno-wschodniej. Nawiązana została zatem dawno zerwana łączność między oddziałami 6. i 2 Armii.